# Uronema
Uronema ist eine im Süßwasser vorkommende Gattung aus der Grünalgen-Gruppe der Chlorophyceae. Sie umfasst wenige Arten.

## Merkmale
Die Vertreter bilden unverzweigte Fäden aus einer Zellreihe. Die Zellen sind lang zylindrisch. Die Fäden haben einen Durchmesser von 4 bis 10 Mikrometer. Die Endzellen des Fadens sind zugespitzt und oft gebogen. Die Basalzelle des Fadens sitzt mit einer farblosen Scheibe am Substrat fest. Die Zellen besitzen einen Zellkern und einen bandförmigen Chloroplasten. Dieser ist wandständig und besitzt ein oder mehrere Pyrenoide. Das Wachstum erfolgt durch Zellteilung im Faden.
Die ungeschlechtliche Fortpflanzung erfolgt durch die Bildung von einer oder mehreren Zoospore pro Zelle. Geschlechtliche Fortpflanzung ist nicht bekannt.

## Vorkommen
Die Vertreter der Gattung leben festsitzend in stehenden und fließenden Gewässern.

## Systematik
Die Arten der Gattung Uronema wurden früher in die Gattung Ulothrix gestellt, der sie morphologisch im Lichtmikroskop stark ähneln. Sie sind jedoch nicht näher verwandt, unterscheiden sich aber morphologisch nur in der Ultrastruktur der Zoosporen und in der Art der Zellteilung von diesen.

## Belege
- Karl-Heinz Linne von Berg, Michael Melkonian u. a.: Der Kosmos-Algenführer. Die wichtigsten Süßwasseralgen im Mikroskop. Kosmos, Stuttgart 2004, ISBN 3-440-09719-6, S. 266.